# Mariner 1
Mariner 1 je bilo prvo vesoljsko plovilo v Nasinem medplanetarnem Programu Mariner. Namenili so ga na pot do planeta Venere, vendar se je 22. julija 1962 pri izstrelitvi uničil. Napaka v opremi antene je povzročila, da je dodatni pogon izgubil zvezo z vodilnim sistemom na tleh. Zaradi tega je sondin računalnik prevzel nadzor. Na žalost pa se je v programje računalnika prikradel hrošč.
Danes imajo poročila, da je bil v bistvu hrošč manjkajoča vejica, za mestno pripoved. Pravilen računalniški ukaz »DO I=1,10« bi moral biti »DO I=1.10«. Napaka je bojda povzročil prepisovalec, ki je pozabil zapisati nadpisano črtico v nizu »R-dot-bar sub n« (n-ta gladka vrednost odvoda polmera). Brez gladilne funkcije, ki jo je nakazovala črtica, so imeli normalne manjše spremembe v hitrosti za resne.
Načrtovano nalogo odprave je pozneje uspešno dokončal Mariner 2.